# محبوبه هنریان
محبوبه هنریان (۱۳۴۱- اصفهان) کارگردان، تهیه‌کننده، مستندساز و عکاس ایرانی تحصیلات سینمایی خود را در کشور انگلستان گذرانده است. او فارغ‌التحصیل کارشناسی ادبیات و هنر با گرایش فیلم و رسانه و کارشناسی ارشد مهندسی چندرسانه ای-مولتی مدیا- می‌باشد. در اکثر فیلم‌های او با تمرکز بر زنان، کودکان و نوجوانان، به موضوع جنگ، علل فرار کودکان، کودکان خیابانی، آزارهای جسمی، بی خانمانی و اعتیاد پرداخته شده است.
ساخت بیش از ۱۰ مجموعه مستند ۵ تا ۷۲ قسمتی در شبکه‌های مختلف سیما و بیش از ۹ فیلم مستند مستقل کوتاه و بلند درکارنامه کاری اوست.
محبوبه هنریان طی دوره‌های متمادی رئیس انجمن مستندسازان سینمای ایران بوده است.
وی همچنین به عنوان داور در چندین جشنواره داخلی
و خارجی، از جمله آکادمی اسکار تلویزیونی - امی، در نیویورک حضور داشته است.

## زندگی
محبوبه هنریان، در مهر ماه سال ۱۳۴۱ در اصفهان بدنیا آمد. خانواده ش هنگامی که ۱۲ سال داشت به تهران مهاجرت کردند. در سن ۱۹ سالگی به کشور کانادا رفت و پس از گذراندن یک دوره «عکاسی» در کالج آلگانکویین، برای مدتی به کار عکاسی و خبرنگاری پرداخت. در سال ۱۳۶۷ در هیئت تحریریه یکی از روزنامه‌های ایران، به عنوان مترجم خبرهای سیاسی و فرهنگی مشغول به کار شد. هنریان در سال ۱۳۷۴ برای ادامه تحصیل به کشور انگلستان رفت و پس از یک دوره یکساله خبرنگاری «رسانه»، مشغول تحصیل در دانشگاه ناتینگهام ترنت در مقطع کارشناسی «فیلم و رسانه» شد. در سال ۱۳۷۷ اولین فیلم خود را با موضوع 'کودک و خشونت' در همان کشور ساخت. سپس در سال ۱۳۷۹ پس از دریافت کارشناسی ارشد در رشته «مهندسی چندرسانه ای» (مولتی مدیا) به ایران بازگشت و فعالیت حرفه ای خود را در حوزه ساخت مستندهای اجتماعی و در سمت «تهیه‌کننده و کارگردان» ادامه داد. 
از آخرین کارهای او تهیه کنندگی و کارگردانی مستند 'زندگی به من باز می‌گردد' است که به موضوع جنگ و پناهندگان سوری در لبنان پرداخته است و کارگردانی و تهیه کنندگی فیلم بلند داستانی 'فاصله بازگشت' است که بر اساس داستان واقعی است.
از جمله فیلم‌های هنریان، مستند 'زیبایی ناشناخته' برنده بهترین فیلم مستند در مسکو و نمایش در کشورهای آمریکا، بلژیک، روسیه، برزیل، صربستان و ایران را داشته و فیلم 'بازی با زندگی' کاندید بهترین فیلم مستند در جشن صد سالگی خانه سینما و جشنواره کیش و منتخب فستیوال بین‌المللی فیلمسازان زن، کلن در آلمان بوده است.

## فعالیت‌ها

### داوری
محبوبه هنریان به عنوان داور در بسیاری از جشنواره‌های داخلی و خارجی معتبر حضور داشته است. از جمله عضو هیئت داوران «آکادمی بین‌المللی هنرها و علوم تلویزیون» معروف به اسکار تلویزیونی «امی» (EMMY)، آمریکا، عضو هیئت داوران «آکادمی سینما و تلویزیون کانادا» (ACCT)، جشنواره فیلم «صداهای مستند» در دبی، جشن «خانه سینما»، «وارش» ...
وی همچنین به عنوان «تهیه‌کننده مهمان» در فستیوال 'گوانجو' در چین (GZ DOC) و 'کنگره جهانی تهیه‌کنندگان علمی و واقع گرا' (WCSFP) در آلمان، که یکی از پراهمیت‌ترین گردهمایی‌های مورد توجه شبکه‌های تلویزیونی جهان و فیلم سازان است، دعوت و حضور داشته است. این کنگره با همکاری فستیوال 'هات داکس کانادا' (Hot Docs)، هر سال در یک کشور متفاوت برگزار می‌شود.
در سال ۱۳۹۴ به دعوت فستیوال هات داکس (Hot Docs) کانادا، محبوبه هنریان به همراه فیلمسازان دیگری همچون مهناز افضلی، مهوش شیخ الاسلامی، مهرداد اسکویی، محمد رسول اف و مسعود بخشی در میز گردی با تمرکز بر کشور ایران، حضور پیدا کردند.

### مسوولیت‌ها
محبوبه هنریان در سالهای ۱۳۸۱ و از ۱۳۸۴ تا ۱۳۸۷ به عنوان «رئیس هیئت مدیره انجمن مستندسازان سینمای ایران» فعالیت کرده است. او در چندین دوره به عنوان «دبیر جشن مستند» خانه سینما ی ایران انتخاب شده است. وی همچنین در سال ۱۳۸۸ به عنوان «مدیر بین‌الملل» خانه سینما به نمایندگی از هیئت‌مدیره در جشنواره کن حضور داشته است.
در سال ۱۳۸۳، هنریان به عنوان «مدیر مستندسازی» 'برنامه عمران سازمان ملل متحد' UNDP,انتخاب و پس از زلزله بزرگ بم در آن شهر مشغول به کارشد.
محبوبه هنریان به عنوان یکی از «زنان بانیان صلح از راه دین»، در پروژه مشترک مؤسسه گفت و گوی ادیان در تهران و شورای جهانی کلیساها در ژنو GWCC، طی سال ۸۹–۱۳۸۶ حضور داشته است.
وی همچنین «عضو هیئت علمی» کنفرانس مردم‌شناسی تصویری ایران، دانشگاه سنت اندروز اسکاتلند و «عضو هیئت علمی» همایش انسان‌شناسی تصویری، دانشکده علوم اجتماعی دانشگاه تهران، در سال ۱۳۸۷ بوده است.

### سایر فعالیتها
محبوبه هنریان در کنار فیلمسازی علاقمند آموزش و شرکت در فعالیتهای انسان دوستانه نیز بوده است. او با حضور داوطلبانه در چندین کمپ پناهندگان آواره جنگ در اروپا و لبنان تلاش کرده تا با آموزش عکاسی، فیلمسازی و زبان انگلیسی به کودکان، نوجوانان و زنان، امیدی تازه به آینده را در آنها ایجاد کند.

### عضویت آکادمی و انجمن‌های هنری
محبوبه هنریان عضو آکادمی و انجمن‌های بین‌المللی است. از جمله: 'آکادمی علوم و هنرهای تلویزیون' معروف به اسکار تلویزیونی ـ امی، EMMY -آمریکا، 'آکادمی سینما و تلویزیون کانادا' ACCT، 'انجمن مستندسازان کانادا' DOC، شبکه مستند سازان اروپا EDN، انجمن 'زنان فیلمساز تورنتو' WIFT
و انجمن 'اسکرین نوا اسکوشیا'- هالیفکس Screen Nova Scotia

## آثار

### فیلم‌شناسی

#### فیلم مستند
| سال  | نام اثر                      | سمت                          | زمان فیلم      | توضیحات |
| ---- | ---------------------------- | ---------------------------- | -------------- | --- |
| ۱۳۹۸ | زندگی به من بازمی‌گردد        | نویسنده، کارگردان، تهیه‌کننده | فیلم کوتاه     | |
| ۱۳۹۳ | زیبایی ناشناخته              | نویسنده، کارگردان، تهیه‌کننده | فیلم نیمه بلند | بهترین فیلم مستند- جشنواره بین‌المللی شکست موانع مسکو منتخب جشنواره سینما حقیقت اکران در INTERdoc، صربستان                                          |
| ۱۳۸۵ | پنهان در غبار                | نویسنده، کارگردان، تهیه‌کننده | فیلم نیمه بلند | منتخب فستیوال Bangkok Harm Reduction، تایلند، منتخب فستیوال In the Mind’s Eye، واترلو، کانادا، منتخب فستیوال Documentary Voices,Pulling Focus، دبی |
| ۱۳۸۴ | بم شهری که آرزوی ماست        | نویسنده، کارگردان، تهیه‌کننده | فیلم بلند      | |
| ۱۳۸۰ | بیداری تلخ (بی‌خانمانان)      | نویسنده، کارگردان، تهیه‌کننده | فیلم نیمه بلند | |
| ۱۳۷۹ | بازی با زندگی (دختران فراری) | نویسنده، کارگردان، تهیه‌کننده | فیلم کوتاه     | منتخب فستیوال بین‌المللی فیلمسازان زن کلن-آلمان، کاندید بهترین مستند در چهارمین جشن خانه سینما، کاندید بهترین فیلم در فستیوال کیش                   |

#### فیلم داستانی

##### سرمايه گذار
- ۱۳۸۹ ـ 'سامی'، ۷۸ دقیقه، کارگردان: حبیب باوی ساجد

تهیه‌کننده و کارگردان
- ۱۳۸۲ ـ 'این یک بازی نیست'، ۳۰ دقیقه (اعتیاد)، با مشارکت مرکز گسترش سینمای مستند و تجربی و دبیرخانه پیشگیری از اعتیاد

### مجموعه‌های تلویزیونی
- مجموعه مستند ۲۶ قسمتی: 'مستند از نگاهی دیگر' (تولید در ایران و کانادا) ـ شبکه ۱ سیما، سال ۹۲–۱۳۹۰[۶]
- مجموعه مستند 'چین از دریچه نگاه دنیا'- بخش ایران- تلویزیون مرکزی چین CCTV، با مشارکت موزه بریتانیا و موزه ویکتوریا و آلبرت در لندن، سال ۱۳۹۱
- مجموعه مستند ۵ قسمتی: 'پنهان در مه' (آسیبهای اجتماعی در لندن) – شبکه ۱ سیما - سال ۸۶–۱۳۸۵[۳۵]
- مجموعه مستند ۱۳ قسمتی: 'فیزیک در ایران' (فیزیکدانان موفق) – شبکه ۴ سیما- سال ۱۳۸۵
- مجموعه مستند ۷۲ قسمتی: 'امیدهای فردا' (نوجوانان) - شبکه ۱ سیما ـ سال ۸۳–۱۳۸۲
- مجموعه مستند ۱۴ قسمتی: 'چشمان مضطرب' (کودکان اعتیاد) ـ شبکه ۵ سیما ـ سال ۱۳۸۱
- مجموعه مستند ۱۰ قسمتی: 'نمای نزدیک' (زنان موفق ایران) ـ شبکه جهانی جام جم ـ سال ۸۱–۱۳۸۰
- مجموعه مستند ۱۳ قسمتی: 'بچه‌های خیابان' ـ شبکه ۴ سیما ـ سال ۸۰–۱۳۷۹
- مجموعه مستند ۹ قسمتی: 'فتوکینا ۲۰۰۰' ـ شبکه ۴ سیما ـ سال ۸۰–۱۳۷۹
- مجموعه مستند ۳ قسمتی: 'اندیشه‌های سبز' (حقوق کودک) ـ شبکه ۴ سیما ـ سال ۱۳۷۹
- مجموعه مستند ۵ قسمتی: 'کودک. فیلم. خشونت' ـ شبکه ۴ سیما ـ سال ۱۳۷۹–۱۳۷۸

### عکاسی
- ۱۳۹۴ - نمایشگاه عکاسی 'زندگی به من بازمی‌گردد'، در روز جهانی سازمان ملل در حمایت از قربانیان خشونت، تورنتو، کانادا[۳۶]
- ۱۳۹۳ - نمایشگاه عکاسی 'زندگی به من بازمی‌گردد'، تورنتو، کانادا[۳۷][۳۸]